# مشكلات الفلسفة (كتاب)
مشكلات الفلسفة هو كتاب من تأليف برتراند راسل في عام 1912. يحاول فيه راسل إنشاء دليل مختصر وسهل الوصول إليه لمشاكل الفلسفة. يركز فيه راسل على المشكلات التي يعتقد أنها ستثير نقاشًا إيجابيًا وبناءً، حيث يركز على المعرفة بدلاً من الميتافيزيقيا، حيث يقول: إذا كان وجود كائنات خارجية أمر غير المؤكد، فكيف يمكننا أن نمتلك المعرفة عنهادون أن تكون مجرد احتمالات؟
يرشد راسل القارئ من خلال تمييزه الشهير (الذي نشره عام 1910) بين المعرفة باللقاء أو الاتصال المباشر، والمعرفة بالوصف، ويقدم نظريات مهمة لأفلاطون، وأرسطو، ورينيه ديكارت، وديفيد هيوم، وجون لوك، وإيمانويل كانط، وجورج ويلهلم فريدريش هيغل، وغيرهم ليضع أساس يجعل القراء العامين والعلماء على حد سواء قادرين على طرح تساؤلات فلسفية.
يقول راسل في مقدمة الكتاب:

## تعريفات هامة في الكتاب
المعرفة باللقاء أو الاتصال المباشر
هي المعلومات الحسية والتي تعرف بالتواصل مباشر معها دون الحاجة للإدراك العقلي. وفيما يلي بعض الأشياء التي نعرفها بهذه الطريقة	: الإحساس المباشر، والذاكرة، ومعرفة المرء لوضعه الجسدي والنفسي، مثل جملة: «أنا مدرك أنني أفهم أن الطاولة بنية اللون»، وأيضاً -على الرغم من أنه ليس أمر مؤكد- الأفكار الذاتية والعامة، مثل الأمومة.
المعرفة بالوصف
يعرف شيء ما بالوصف عندما نعرف أن شيئاَ واحدًا يتطابق مع وصف محدد. عندما يقدم راسل مفهوم المعرفة عن طريق الوصف، فهو يصف المعلومات الحسية التي شكلت الطاولة قبل أن يدركها. وهذه المعلومات تدرك عن طريق الاتصال المباشر كما قلنا سابقاً. ومع ذلك، فإن هذه المعلومات الحسية تتحد لتشكل فكرة عن الطاولة، وهذه تصبح هي المعرفة بالوصف. وجدير بالذكر أن معظم معرفة العالم هي معرفة بالوصف.
المسلمات
هي فكرة عامة تنتج عن تجربة لها صفات تشترك مع تجارب أخرى عديدة.
رأي محتمل
رأي لا يعرف بعد إذا كان صحيحاً أم لا، ولكنه يميل إلى كونه صحيحاً أكثر من كونه خاطئ.

## حجج هامة

### نظرية المعرفة
نحن على يقين من تجاربنا في العالم من خلال حواسنا. هذه الأحاسيس تعطينا «المعرفة عن طريق الاتصال المباشر» وهو أمر غير قابل للشك فيه. ومع ذلك، فإن تحليل هذه الأحاسيس يعطي دليلاً على أن الأحاسيس ليست هي نفسها مثل الأجسام الخارجية (تبدو الطاولة البنية رمادية في الضوء الخافت). من الممكن بناء حجة صحيحة منطقيًا لشرح هذه الأحاسيس بأنها ناجمة عن شيء آخر غير بعض التطابقات مع العالم الخارجي. لكن مثل هذه الحجج التي تنكر التطابق مع العالم الخارجي تتعارض مع المنطق السليم، ومع الأدلة من العلوم الفيزيائية. علاوة على ذلك، فإن الحجة التي تنكرالتطابق مع العالم الخارجي تواجه صعوبات في شرح الأحداث اليومية، مثل المحادثات مع أشخاص آخرين. وبالتالي، هناك ترابط في الرأي يعطي وزناً أكبر لوجهات النظر الشائعة في المعرفة.

### تفنيد مثالية بيركلي
يقدم راسل حجة بيركلي مع مقدمتين منطقتين. أولاً، تتواجد المعلومات الحسية الخاصة بنا داخلنا فقط. ثانيا، معلوماتنا الحسية هي كل ما ندركه. ومن هنا يُستنتج أنه لكي يكون شيئاً ما معروفاً، فيجب أن يكون مُدرَكاً داخل عقلنا، وهكذا تنتهي الحجة:
يوافق راسل على الافتراض الأول، وهو في الواقع يتوافق مع ما يعرضه راسل في الفصل الثاني من الكتاب. ومع ذلك، فإن الفرضية الثانية خاطئة. فنحن لا ندرك فقط معلوماتنا الحسية. نحن أيضا، وبغض النظر عن المعلومات الحسية، ندرك الهدف من الإدراك. في المثال الذي يستخدمه راسل، فإننا ندرك كلاً من بيانات الإحساس المرتبطة بالطاولة والطاولة نفسها ككائن منفصل. إن إدراك الطاولة بلا شك هو فعل عقلي، لكن الطاولة نفسها ليست كذلك.

### المعرفة المسبقة
يقدم رسل إجابة مختلفة عن إجابة كانط حول مدى احتمالية وجود معرفة مسبقة (بديهية) اصطناعية. يجادل كانط أنه يمكننا اتخاذ هذه الأحكام لأن لدينا إطارًا مفاهيميًا مدمجًا عن العالم. وبما أن الإطار مدمج، فان أي شيء نفكر فيه، يجب أن يتوافق معه، وبالتالي يمكننا إصدار أحكام حول العالم بدون خبرة. هكذا يقول كانط أن الأحكام المسبقة ممكنة بشكل عام وكيف أن الرياضيات ممكنة على وجه الخصوص. ينفي راسل هذا التفسير، ويقدم هذه الفكرة؛ إذا كانت أطرنا المفاهيمية المضمنة مسؤولة عن أحكامنا الرياضية، فيجب أن نتصور أن تغيراً في الإنسانية سيجعل من الممكن أن يكون 2 + 2 = 5. ومع ذلك، فإن فكرة كهذه لا يمكن تصورها.
تبدأ حجة راسل في التأكيد على أن لدينا معرفة عالمية عن طريق الاتصال المباشر. ثم يجادل بأن جميع الأحكام المسبقة هي مسلمات. لكن بفضل معرفتنا بالمسلمات ولأن جميع الأحكام المسبقة تتعلق بهذه المسلمات، يمكننا معرفة أشياء لم نختبرها. بل يمكننا حتى إصدار أحكام حول أشياء لا يمكن أن نختبرها أبدًا.
خذ مثالاً هذه الحالة على النحو التالي: نحن نعلم أنه يمكن ضرب أي رقمين معًا، وسيعطون رقماً ثالثًا يُسمى ناتجاً. ونعلم أيضاً أن جميع أزواج الأعداد التامة التي يكون ناتجها أقل من 100 قد تم ضربهممعًا مسبقاً، وقيمة الناتجمسجلة في جدول الضرب. ولكننا نعلم أيضًا أن عدد الأعداد التامة غير محدود، وأن عددًا محدودًا فقط من أزواج الأعداد التامة على الإطلاق سوف يفكر بها البشر. ومن هنا، فإن هناك أزواج من الأعداد التامة التي لم تكن ولن تخطر ببال البشرأبداً، وأنهم جميعًا يتعاملون مع الأعداد التامة التي يزيد ناتجها عن 100. ومن هنا نصل إلى الاقتراح: «جميع نواتج اثنين من الأعداد التامة، التي لم تكن أبداً ولن يفكر فيها أي إنسان، هي أكثر من 100.» هذا اقتراح عام لا يمكن إنكار الحقيقة فيه، ومع ذلك، وبسبب طبيعة القضية نفسها، لا يمكننا أن نعطي مثالاً على الإطلاق. لأنأي رقمين قد نفكر فيهما لا تنطبق عليهم شروط هذا الاقتراح.

## روابط خارجية
- مشكلات الفلسفة على موقع الموسوعة البريطانية (الإنجليزية)